# Macedoneni
Macedonenii (în macedoneană Маке́донци) sunt un popor slav de sud, majoritar în Republica Macedonia de Nord și vorbind limba macedoneană. Majoritatea macedonenilor care trăiesc în Bulgaria și-au pǎstrat identitatea bulgarǎ. Religia predominantǎ este creștinismul ortodox.
Ei nu trebuie confundați cu :
- Macedonenii antici care erau Traci și Iliri grecizați;
- Aromânii care sunt Traci latinizați și care sunt uneori denumiți "macedoni" sau "machedoni" deși doar o parte dintre ei provin din regiunea istorico-geografică Macedonia;
- Macedonenii greci, anume locuitorii greci ai părții de sud din regiunea geografică Macedonia.

## Istorie
În antichitate, pe teritoriul actualei Republici a Macedoniei de Nord locuiau traci, iliri, greci, ce formau Macedonenii antici. În 148 î.Hr. Macedonia Antică este cucerită de romani, și cu trecerea timpului populația va fi romanizată. În timpul Marilor Migrații, între secolele V-VII, se stabilesc Slavii, care cu timpul se vor amesteca cu majoriatea autohtonilor (traci, iliri, celți, sciți, greci) și a coloniștilor romani. Restul populației autohtone și a coloniștilor romani care au asimilat o parte din slavi (ca în cazul populației daco-romane de la nord de Dunăre), vor forma mai târziu Aromânii, care vor locui în insule etno-lingvistice izolate. Începând cu secolul VII, la fel ca în Bulgaria, se stabilesc bulgarii turco-mongoli care vor prelua stăpânirea regiunii. Însă aceștia, fiind mai puțini, vor dispărea din istorie (ca în cazul Bulgariei; unii oameni de știință consideră că o parte din turcii din Peninsula Balcanică ar fi descendenți etnici direcți ai unor populații turcice (Pecenegi, turci Oghuz, Cumani, proto-bulgari) ajunse în Peninsula Balcanică la începutul Evului Mediu feudal, înainte de expansiunea otomană în Europa). Slavii își vor impune limba și supremația față de restul popoarelor din zonă, proces numit slavizare, astfel luând sfârșit formarea poporului macedonean.

## Cultură
Cultura macedoneanǎ include atât elemente tradiționale și elemente de artă contemporană. Ea este strâns legată de pământul lor natal și împrejurimile sale apropiate. Bogatul patrimoniu cultural este evident în arta populară macedoneanǎ, costume naționale și tradiționale, bijuterii si ornamente din casele rurale și urbane, arhitectura distinctivǎ, mănăstiri si biserici, catapeteasme, icoane, sculpturi în lemn, lucrări literare, etc